# La spada magica - Alla ricerca di Camelot
La spada magica - Alla ricerca di Camelot (Quest for Camelot) è un film d'animazione di Frederik Du Chau del 1998. È tratto dal romanzo del 1976 The King's Damosel di Vera Chapman.
Il film è entrato in produzione nel 1995, ma è stato ritardato quando gli animatori sono stati riassegnati per aiutare a finire Space Jam (1996). Nel frattempo, la storia è stata pesantemente rielaborata, tra cui il focus centrale sul Santo Graal sarebbe stato sostituito con Excalibur. Ciò ha comportato differenze creative, in cui Bill Kroyer è stato sostituito con Du Chau alla regia. Questo è stato successivamente seguito da importanti partenze del personale di animazione e direzione. A causa dei problemi di produzione, l'uscita del film è stata ritardata di sei mesi, dal novembre 1997 al maggio 1998. L'animazione è stata principalmente realizzata a Glendale, in California e Londra.
La spada magica - Alla ricerca di Camelot è stato distribuito dalla Warner Bros. sotto Family Entertainment il 15 maggio 1998. Ha ricevuto recensioni contrastanti e negative ed è stato un "flop costoso", incassando $ 38,1 milioni contro un budget di $ 40 milioni. Una delle canzoni, "The Prayer", ha vinto il Golden Globe per la migliore canzone originale ed è stata nominata al Premio Oscar per la migliore canzone originale.

## Trama
VI secolo d.C. Il regno di Camelot gode da anni di un periodo di pace e prosperità da quando il prode re Artù è riuscito a estrarre dalla roccia la spada magica Excalibur, dieci anni prima. Tra i suoi Cavalieri della Tavola Rotonda milita Sir Lionel, il più giovane e fedele di essi. Sua figlia, la piccola Kayley di nove anni, sogna di diventare come lui, scontrandosi tuttavia con il volere della madre, Lady Juliana, la quale non ritiene giusto che una ragazza sogni una vita come quella del marito perché troppo pericolosa.
Un giorno Sir Lionel e gli altri cavalieri vengono chiamati a Camelot per ricevere la ricompensa dei loro servigi. Uno di essi, il perfido barone Ruber, pretende più feudi di tutti i suoi compagni senza sentirsi in dovere di dare nulla al popolo; Sir Lionel è il più deciso dei cavalieri a contrastarlo e al rifiuto di Artù, Ruber si ribella e tenta di ucciderlo, ma il re si salva grazie al potere magico di Excalibur e Ruber, ferito, fugge promettendo che un giorno si impadronirà della spada e anche del regno; nella lotta però, l'uomo ha ucciso Sir Lionel. Rimasta orfana di padre, Kayley cresce animata da uno spirito indipendente e continuando a coltivare il desiderio di diventare cavaliere come il padre, nonostante il parere contrario della madre.
Dieci anni dopo la morte di Sir Lionel, un grifone, fedelissimo scagnozzo di Ruber, attacca il castello di Camelot e riesce a rubare Excalibur e a ferire Artù. Merlino richiama quindi Ayden, il falco dalle ali d'argento, che attacca il grifone facendogli perdere Excalibur, che precipita nella Foresta Proibita, luogo magico e pericoloso dal quale la gente di Camelot si tiene alla larga. Nel frattempo Ruber invade la casa di Kayley e Juliana con un manipolo di barbari al suo comando, costringendo quest'ultima (a cui Artù aveva promesso di aprire sempre le porte di Camelot) a condurre di nascosto lui e il suo esercito a Camelot. Servendosi di una pozione stregata, Ruber trasforma i suoi uomini in mostruosi soldati di ferro con armi al posto delle mani con l'intento di creare un esercito invincibile; di lì a poco il grifone si riunisce all'esercito di Ruber e avverte il suo signore della perdita di Excalibur. Su esortazione di Juliana, Kayley riesce a fuggire per avvertire Artù dell'imminente attacco di Ruber e raggiunge la Foresta Proibita, costringendo Ruber e i suoi uomini a inseguirla per catturarla e recuperare la spada.
Nella foresta, Kayley conosce Garret, un giovane eremita cieco guidato dallo stesso falco evocato da Merlino, Ayden, che la salva dagli scagnozzi di Ruber. Appreso da Kayley che Excalibur si trova nella Foresta Proibita, Garrett accetta di aiutare Kayley a ritrovarla, seppur esasperato dal carattere eccessivamente estroverso della fanciulla. Nella terra dei draghi, i due giovani fanno la conoscenza di un simpatico drago a due teste, ciascuna con una propria personalità e capacità di ragionare, che si chiamano Devon e Cornelius. I due non sono capaci né di volare né di sputare fuoco, e bisticciano con frequenza, tanto che desiderano essere divisi. Avendoli aiutati a fuggire dalla terra dei draghi (cosa inammissibile per i loro simili), Devon e Cornelius si uniscono a Kayley e Garrett nella ricerca della spada.
Il viaggio si rivela ricco di peripezie e Ruber e i suoi scagnozzi arrivano vicino a catturarli, ma vengono rallentati grazie all'improvviso assalto delle creature soprannaturali metà piante e metà animali che abitano la Foresta Proibita. Nel frattempo, Kayley scopre la storia di Garret: un tempo viveva a Camelot ed era amico e allievo di suo padre Sir Lionel, che lo educò sin da quando rimase cieco dopo un incidente con i cavalli. Dopo la morte di Sir Lionel, Garret abbandonò la città per vivere nella Foresta Proibita, dove conobbe Ayden che si prese cura di lui insegnandoli i segreti per sopravvivere (il falco era stato inviato in realtà da Merlino stesso, ma questo lui non lo sapeva). Tra i due giovani comincia a fiorire un sentimento d'amore alimentato col passare del viaggio e il superare le avversità insieme.
I quattro trovano finalmente Excalibur, e scoprono che è nelle mani di un enorme orco di pietra che la usa come stuzzicadenti. Riescono a recuperarla in maniera rocambolesca, ma arrivati in prossimità di Camelot, Garret decide di tornare indietro, poiché non vuole andare di nuovo incontro alla sua vecchia vita da fanciullo, e rimane nella foresta assieme ad Ayden. Poco dopo, Kayley viene catturata da Ruber, che si impadronisce di Excalibur e, deciso a non perderla più, usa la malefica pozione che ha trasformato i suoi uomini per fondere la propria mano con la spada, che diventa del tutto integra col suo braccio destro. Devon e Cornelius avvisano quindi Garrett, che decide di andare in soccorso di Kayley; i due draghi finalmente cominciano a volare involontariamente durante una discussione su Ruber, in cui entrambi ammettono di disprezzarlo, ma poi dopo un altro litigio entrambi non ci riescono più, e allora Garrett dice loro che se non riescono a volare è a causa della loro mancanza di intesa su tutto, facendoli riflettere.
Ruber, felice di essere dipendente dalla potente Excalibur e di non poterla più perdere, assale con i suoi uomini Camelot e cerca di uccidere re Artù. Garret, Devon e Cornelius liberano Kayley e sbaragliano l'esercito di Ruber; i due draghi salvano poi Ayden dal grifone, che viene poi sconfitto dal loro alito di fuoco creato dalla loro rinnovata intesa. Nel frattempo, Kayley e Garret raggiungono la Tavola Rotonda. dove Ruber cerca di uccidere re Artù, debole e ferito; Kayley scaglia Ruber fuori dalla sala, dove, grazie a uno stratagemma insegnatole da Garret, riesce a far sì che il braccio di Ruber (il quale stava per trafiggerla con la spada) si conficchi per sbaglio nella magica roccia dove era collocata Excalibur: la magia della spada e della roccia, riunite dopo venti anni, riporta tutti gli uomini di ferro di Ruber allo stato normale, guarisce la ferita di re Artù e divide Devon e Cornelius che però preferiscono unirsi di nuovo perché finalmente hanno trovato il modo di convivere; l'ingenuo Ruber invece, che con la sua pozione dipendeva dalla spada, muore venendo distrutto dall'unione della roccia, lasciando Excalibur di nuovo libera.
Re Artù torna in possesso della spada, riportando di nuovo la pace a Camelot. Kayley e Garrett vengono nominati cavalieri di Camelot prendendo i posti di Lionel e Ruber e, ormai innamorati l'una dell'altro, celebrano le loro nozze preparandosi a un'esistenza tranquilla e felice.

## Personaggi
- Kayley: è la protagonista del film. È una ragazza coraggiosa, gentile, altruista e testarda, che cresce col desiderio di diventare cavaliere della Tavola Rotonda come suo padre, Sir Lionel. Conoscendo Garret nelle foresta proibitia, i due uniscono le forze per ritrovare excalibur. Conoscendo Garret, e la sua storia, tra i due col tempo si instaurerà un legame sempre più forte, sbocciando infine nell'amore.
- Garret: è il protagonista maschile del film. Un tempo stalliere residente a Camelot, dopo un incidente che lo ha reso cieco è diventato un eremita, ritirandosi a vivere nella Foresta Proibita in compagnia del fedele falco Ayden.  Sir Lionel padre di Kayley, divenne il suo maestro, addestrandolo ad usare i sensi che gli erano rimasti, continuando a credere in lui e che nonostante la perdita della vista, Garret sarebbe stato in grado di coronare comunque il suo sogno di cavaliere. Con la morta di Sir Lionel, Garret distrutto dal dolore, perse le speranze e andò a vivere nella foresta proibita. Kayley sapendo la sua storia continua a credere in lui e col tempo i due alla fine s'innamorano. L'amore ha il potere miracoloso di ridare la vista a Garret potendo vedere così il viso di Kayley.
- Devon e Cornelius: sono due comici e simpatici draghi siamesi, ovvero condividono lo stesso corpo, ognuno dotato di una propria personalità e che, non andando d'accordo, non riescono a volare e sputare fuoco, perciò vorrebbero dividersi. Fortunatamente, verso la fine, i due riusciranno ad andare d'accordo, e impareranno a volare e sputare fuoco grazie a Garrett: infatti, egli spiega a entrambi che il loro reciproco dissenso li ostacola.
- Ayden: è un falco dalle ali d'argento, invocato da Merlino per recuperare Excalibur. È il fedele compagno di Garret, e gli insegna come vivere nella Foresta Proibita pur non essendo più in grado di vedere.
- Ruber: è il principale antagonista del film. Pur essendo inizialmente uno dei cavalieri della Tavola Rotonda di re Artù, è, a differenza dei compagni, avido, sadico e crudele, ma anche ingenuo, tant'è che non esita a rivoltarsi contro Artù per ottenere il dominio di Camelot. Quando il suo primo tentativo di ribellione fallisce, fugge promettendo vendetta, per poi tornare con un nuovo piano malefico e un nuovo esercito. È caratterizzato da un evidente tic agli occhi. Il suo nome significa "rosso" in latino, probabilmente in riferimento al colore dell'armatura o anche dei capelli.
- Lady Juliana: è la madre di Kayley e moglie del defunto Sir Lionel. Inizialmente contraria al desiderio della figlia di diventare cavaliere come il padre, cambierà idea più avanti.
- Becco d'Ascia: è un simpatico pollo che vive nel pollaio di lady Juliana. Viene usato da Ruber come "cavia" per la sperimentazione della sua pozione magica, e trasformato in un comico essere parlante con un'ascia al posto del becco. Benché si comporti come un Don Giovanni, ha una personalità molto timorosa, ma alla fine riesce a dimostrare il suo coraggio lottando contro uno degli scagnozzi di Ruber.
- Henrietta: una gallina, compagna di Becco d'Ascia. Piuttosto autoritaria, in realtà è molto affezionata al compagno, che però rimprovera spesso quando fa lo smargiasso con le altre galline.
- Grifone: è l'antagonista secondario del film, è il fedele braccio destro di Ruber, e ha avuto il compito di rubare Excalibur, perdendola in una colluttazione con Ayden. Nonostante sia molto forte e tenace, si dimostra spesso incompetente, imbranato, inaffidabile e incapace. Molto spesso mostra un appetito insaziabile: a causa di ciò, dimentica gli incarichi di Ruber a lui affidati e viene rabbiosamente picchiato e umiliato verbalmente dal suo padrone. Viene sconfitto da Devon e Cornelius, che lo colpiscono ripetutamente con il loro alito di fuoco prima che lui possa uccidere Ayden.
- Esercito di Ruber: una tribù di barbari assoldati da Ruber, nonché antagonisti terziari del film; vengono trasformati dal loro padrone in uomini di ferro con mani d'acciaio con una pozione magica.
- Re Artù: è il prode re di Camelot e legittimo possessore di Excalibur. Crede fortemente negli ideali di uguaglianza e libertà del suo regno, tanto da sostenerli mentre viene continuamente aggredito da Ruber.
- Merlino: è il vecchio mago e fedele consigliere di Artù. Invia Ayden alla ricerca di Excalibur nella Foresta Proibita.
- Sir Lionel: è il padre di Kayley e marito di Lady Juliana, che lo ammira molto, è stato il mentore di Garret e uno dei cavalieri più leali di re Artù. Viene ucciso dal terribile Ruber tentando di difendere il suo re.

## Colonna sonora
1. Uniti per sempre (United We Stand) – 2:31
2. Sulle ali di mio padre (On My Father's Wings) – 2:46
3. La canzone di Ruber (Ruber) – 2:58
4. Preghiera di una madre (The Prayer) – 4:29
5. Da solo sto (I Stand All Alone) – 2:18
6. Ma con me ci sei tu (If I Didn't Have You) – 2:51
7. Vedo con gli occhi tuoi (Looking Through Your Eyes) – 2:45

## Distribuzione
Uscito nei cinema americani il 15 maggio 1998, il film uscì nei cinema italiani il 2 ottobre 1998.

### Doppiaggio italiano
Le voci italiane principali sono riprese dal film Disney Aladdin, per di più in parti molto simili: Kayley è doppiata da Manuela Cenciarelli, doppiatrice della principessa Jasmine (la protagonista femminile), Garret è doppiato da Massimiliano Alto, doppiatore di Aladdin (il protagonista maschile), i draghi Devon e Cornelius sono entrambi doppiati da Gigi Proietti, doppiatore del Genio (l'aiutante dei protagonisti), e Ruber è doppiato da Massimo Corvo, doppiatore di Jafar  (l'antagonista). Inoltre le parti cantate di Giuliana, la madre della protagonista Kayley, sono doppiate da Marjorie Biondo, ovvero la stessa che ha doppiato le parti cantate di Belle nel film Disney La bella e la bestia (in cui ironicamente figura anche Corvo nel cast, essendo la voce italiana della Bestia). La direzione del doppiaggio è affidata in tutti e tre i film a Renzo Stacchi.

## Accoglienza

### Critica
Su Rotten Tomatoes, il film ha un indice di gradimento del 43% basato su 30 recensioni, con una valutazione media di 5,20/10. Il consenso critico del sito web recita: "Sminuito da animazioni inconsistenti e canzoni stucchevoli, Alla ricerca di Camelot è un'avventura che dovrebbe essere lanciata indietro alla Dama nel lago".
Owen Gleiberman, recensendo per Entertainment Weekly, ha scritto: "Le immagini sono giocose e sufficientemente lussureggianti, ma la storia e i personaggi potrebbero essere usciti da un programma software di sceneggiatura e le canzoni (cantate da Celine Dion e Steve Perry, tra gli altri) sono decoro pop in stile Las Vegas." David Kronke del Los Angeles Times ha definito il film "scontato" e ha scritto che il film era "un riflesso quasi perfetto delle preoccupanti tendenze nei film d'animazione". Ha definito Kayley "un'eroina coraggiosa standard" e ha detto che "la cecità di Garrett è l'unico elemento avventuroso del film, ma anche quello sembra calcolato; la sua mancanza di vista non è certo debilitante, ma fornisce comunque ai bambini una lezione sull'accettazione." Il film fu criticato principalmente perché, nonostante l'ispirazione alle leggende arturiane, faceva uso per protagonisti di personaggi inventati a scapito dei personaggi originali del mito che passavano in secondo piano (soprattutto Merlino e Artù).
Critico della storia, dell'animazione, dei personaggi e della musica, James Berardinelli di ReelViews ha scritto che il film era "noioso, privo di ispirazione e, peggio di tutto, caratterizzato da uno stile artistico che potrebbe essere caritatevolmente definito 'scialbo'". Stephen Holden del New York Times ha scritto: "Seguendo la scia del lussureggiante ma sciocco Anastasia della 20th Century Fox (un film molto migliore di questo), Quest for Camelot suggerisce che la Disney possiede ancora il monopolio artistico sui lungometraggi animati".
Peter Stack del San Francisco Chronicle ha affermato che il film è "un'avventura vivace con un generoso fascino romantico e comico" che "mira a soddisfare un ampio numero di fasce d'età, con gag stravaganti, romanticismo sdolcinato, un cattivo fuori misura e melodie orecchiabili interpretate da Celine Dion e LeAnn Rimes, tra gli altri." Joe Leydon di Variety ha considerato il film come un "fantasy leggero ma simpatico che offre una svolta giocosamente femminista sulle leggende arturiane" e ha notato che "l'animazione, sebbene non del tutto conforme agli standard Disney, è abbastanza impressionante da abbagliare l'occhio e servire la storia."

### Botteghino
Il film fu un flop commerciale. Il film fu probabilmente oscurato da altri film di maggior impatto e pubblicità usciti nello stesso periodo tra cui L'uomo che sussurrava ai cavalli e Deep Impact. Alla fine ha incassato 22,5 milioni di dollari durante la sua corsa nelle sale in Nord America. Cumulativamente, il film ha incassato 38,1 milioni di dollari in tutto il mondo a fronte dei 40 milioni di dollari spesi per realizzare il film.

## Riconoscimenti
- 1999 - Premio Oscar
  - Candidatura per la migliore canzone (The Prayer), musica di Carole Bayer Sager e David Foster, testo di Carole Bayer Sager, David Foster, Tony Renis e Alberto Testa
- 1999 - Golden Globe
  - Miglior canzone originale (The Prayer), musica di Carole Bayer Sager e David Foster, testo di Carole Bayer Sager, David Foster, Tony Renis e Alberto Testa
- 1998 - Annie Award
  - Candidatura per la migliore animazione con effetti a Michel Gagné
  - Candidatura come miglior film d'animazione
- 1998 - Artios Award
  - Candidatura per il miglior casting in un film d'animazione a Julie Hughes, Barry Moss e Jessica Gilburne
- 1999 - Golden Reel Award
  - Candidatura per il miglior montaggio sonoro in un film d'animazione

## Home video
In Italia il film è stato distribuito in VHS dalla Warner Home Video nel marzo 1999 e in DVD a partire dal Novembre 2023.